# Asia Triathlon
Asia Triathlon est le nom que prend en 2020, la Confédération asiatique de triathlon créée en 1991 pour développer en Asie le triathlon et les sports dérivés de celui-ci. Elle organise les courses des championnats asiatiques officiels pour l'ensemble des sports enchainés gérés par la Fédération internationale de triathlon à laquelle elle est affiliée.

## Historique
la Confédération asiatique de triathlon (ASTC) est fondée en 1991 pour développer le triathlon en Asie. Après la création de la Fédération internationale de triathlon (ITU) en 1989, les dirigeants internationaux de ce sport, souhaitent créer une confédération dans le continent le plus peuplé du monde. Le 28 juin 1991 Les McDonald président de l'ITU obtient des représentants de la Chine, de Hong Kong, de l'Inde, de la Corée du Sud et de Singapour, la constitution pour l'Asie d'une confédération sportive de triathlon.
En 1992, après l'approbation de la constitution, la Chine demande à nommer le président en la personne de Lou Dapeng ce dernier étant également membre du conseil exécutif de l'Association internationale des fédérations d'athlétisme et vice-président de la Fédération d'Asie d'athlétisme à cette époque. M. Shimizu du Japon Nakaji et M. Hong Seoki-Kyo en provenance de Corée sont respectivement élus comme vice-président. M. Masao Nakayam du Japon  est élu comme secrétaire général et M. N. Ramachandaran est élu trésorier. Lors de son  4e congrès en 2003, M. Yu Kyun-Sun (Corée) est élu en tant que président, M. Tom Carrasco Jr. (Philippines) qui est élu premier vice-président et M. Masao Nakayama (Japon) étant l'autre vice-président. M. Balwant Singh Kler (Malaisie) qui a élu comme secrétaire général et M. David Hoong Kah Kuan (Singapour) qui a élu en tant que trésorier.
Les premiers championnats d'Asie de triathlon se déroulent en 1992 à Hasaki, Ibaraki (en) au Japon. Ils sont organisés chaque année dans des pays différents de la zone Asie et ce, pour le différents titres et distances gérés par la confédération.

## Structuration
Asia Triathlon est une structure fédérale à laquelle adherent, en 2015, 34 fédérations de triathlon nationales.
- Bahreïn
- Birmanie
- Bangladesh
- Cambodge
- Chine
- Taipei chinois
- Corée du Sud
- Émirats arabes unis
- Hong Kong
- Inde
- Indonésie
- Iran
- Irak
- Japon
- Jordanie
- Kazakhstan
- Koweït
- Kirghizistan
- Liban
- Macao
- Malaisie
- Maldives
- Mongolie
- Népal
- Oman
- Pakistan
- Palestine
- Philippines
- Qatar
- Singapour
- Sri Lanka
- Syrie
- Thaïlande
- Ouzbékistan

## Championnats
La série originale des courses est la course de distance M (distance olympique) sanctionnée par les championnats d'Asie de triathlon.
Les événements suivants des championnats d'Asie sont organisés par l'ASTC : 
- Championnats d'Asie de triathlon